# Tepekutuğun, Bayat
Tepekutuğun là một xã thuộc huyện Bayat, tỉnh Çorum, Thổ Nhĩ Kỳ. Dân số thời điểm năm 2010 là 725 người.